# 兄弟姉妹同士のカップル一覧

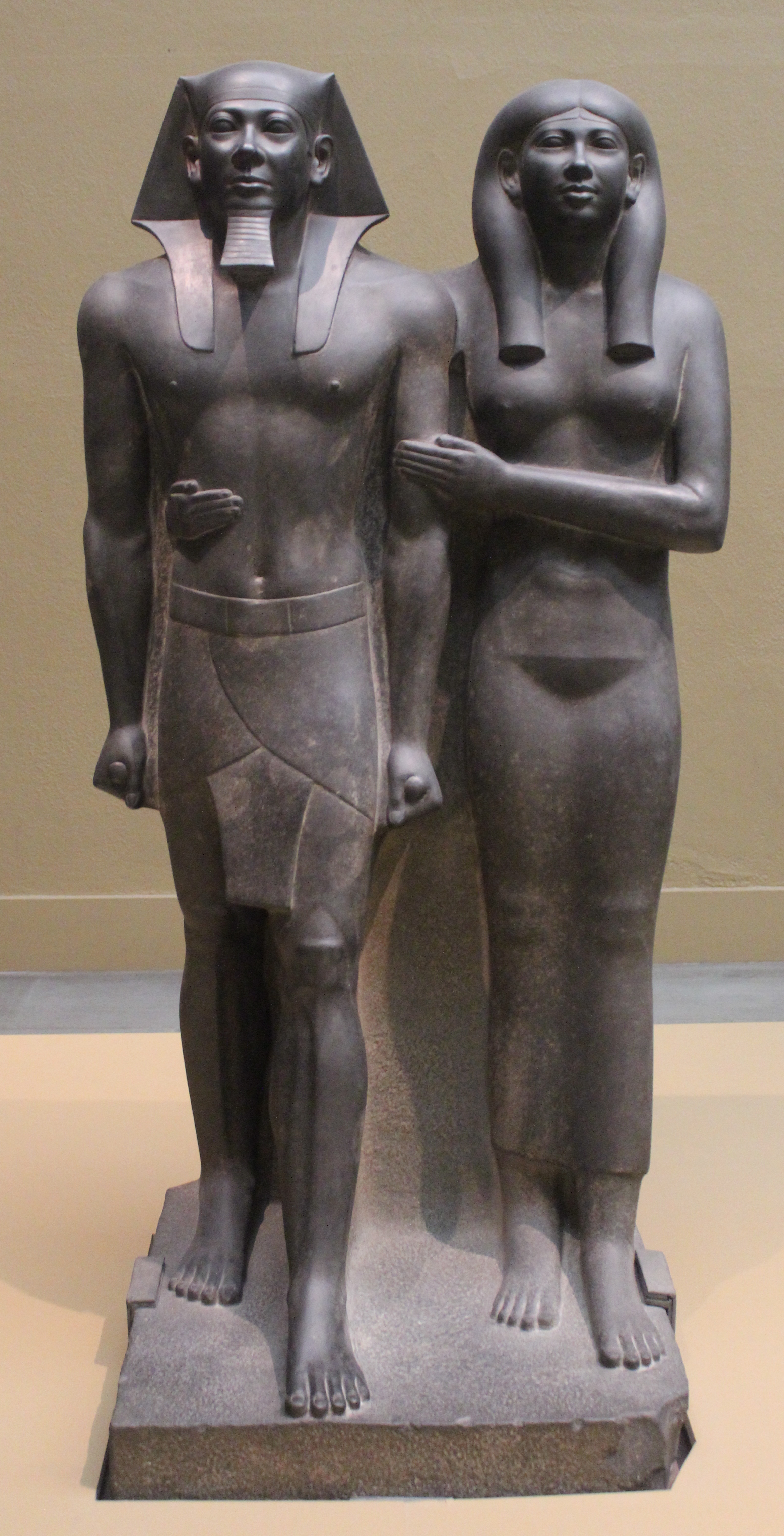
全血姉弟婚を行ったメンカウラーとカメレルネブティ2世。姉弟かつ夫婦の間には息子のクエンラーが産まれた。

兄弟姉妹同士のカップル一覧（きょうだいしまいどうしのカップルいちらん）は、兄弟姉妹同士で恋愛関係となったカップル、また結婚した夫婦の一覧である。

## 用語
兄弟姉妹間の恋愛関係を説明するために、多くの用語が使用されている。これには、アデルフォガミー（adelphogamy）のような学術用語、コンサングィナモリー（consanguinamory）のような一般用語、ツインセスト（twincest）のような特定の状況を指す下位語、またはシブセスト（sibcest）のようなスラングが含まれる。主に異性愛の文脈では、そのような関係にある女性パートナーは「シスターワイフ」（sister-wife）と呼ばれることがある。一夫一婦制ではない近親相姦の協定は、「シスタースワッピング」（sister-swapping）または「ブラザースワッピング」（brother-swapping）と呼ばれるが、異なる家族同士がそれぞれ嫁と婿を互いに交換し合う慣習を説明する、ベルデルと混同するべきではない。しかしながら、「インセスト」（incest）という用語の侮蔑的な性質のため、中立的な文脈では、代替的にコンサングィナモリー（consanguinamory）という用語が使用され、場合によってはコンサング（consang）に短縮される。

## 歴史
いとこ婚は大部分の国で合法であり、叔姪婚は多くの国で合法であるが、兄弟姉妹間の性的関係は、ほぼ普遍的に近親相姦または血族相姦と見なされている。兄弟姉妹の近親相姦は世界の様々な国で法的に禁止されてきた。一方、歴史的には、古代エジプトとローマ、また先住民のインカ族で行われていた。
ウェスターマーク効果として知られている、幼少期の密接な関係が兄弟姉妹の間での性的関係を遠ざけるという理論がある。共に育った子供同士は、たとえ親族関係がなくても、通常は性的魅力を互いに対して感じない。反対に、若年期に離別した兄弟姉妹同士は、互いに性的魅力を感じる可能性がある。したがって、偶発的近親相姦も含む兄弟姉妹間の近親相姦の多くの事例は、出生時または非常に若い年齢で離別した兄弟姉妹に関連している。

## 兄弟姉妹同士のカップル一覧

### 宗教と神話
| 夫/兄弟          | 妻/姉妹          | 血縁         | 両親または共通の親                  | 子供                                                                     | 出典   |
| ---------------- | ---------------- | ------------ | ----------------------------------- | ------------------------------------------------------------------------ | ------ |
| アベル           | ルルワ           | 全血兄弟姉妹 | アダム イヴ                         |                                                                          |        |
| カイン           | ルルワ           | 双子兄弟姉妹 | アダム イヴ                         |                                                                          | [ 8 ]  |
| カイン           | アワン           | 全血兄弟姉妹 | アダム イヴ                         | エノク                                                                   | [ 9 ]  |
| セト             | アズラ           | 全血兄弟姉妹 | アダム イヴ                         | エノス、ノエム                                                           | [ 9 ]  |
| セト             | ノーレア         | 全血兄弟姉妹 | アダム イヴ                         |                                                                          | [ 10 ] |
| エノス           | ノエム           | 全血兄弟姉妹 | セト アズラ                         | カイナン                                                                 | [ 9 ]  |
| アブラハム       | サラ             | 半血兄弟姉妹 | テラ                                | イサク、イシュマエル                                                     |        |
| ポルキュース     | ケートー         | 全血兄弟姉妹 | ポントス ガイア                     | ペンプレードー、エニューオー、ステンノー、エウリュアレー、メドゥーサ     |        |
| クロノス         | レアー           | 全血兄弟姉妹 | ウーラノス ガイア                   | ゼウス、ヘーラー、ポセイドーン、ハーデース、デーメーテール、ヘスティアー |        |
| オーケアノス     | テーテュース     | 全血兄弟姉妹 | ウーラノス ガイア                   | 河川の神々、オーケアニス                                                 |        |
| コイオス         | ポイベー         | 全血兄弟姉妹 | ウーラノス ガイア                   | レートー、アステリアー                                                   |        |
| ヒュペリーオーン | テイアー         | 全血兄弟姉妹 | ウーラノス ガイア                   | ヘーリオス、エーオース、セレーネー                                       |        |
| クレイオス       | エウリュビアー   | 半血兄弟姉妹 | ガイア                              | アストライオス、ペルセース                                               |        |
| エレボス         | ニュクス         | 全血兄弟姉妹 |                                     |                                                                          |        |
| ゼウス           | ヘーラー         | 全血兄弟姉妹 | クロノス レアー                     | アレース                                                                 |        |
| ゼウス           | デーメーテール   | 全血兄弟姉妹 | クロノス レアー                     | ペルセポネー                                                             |        |
| ポセイドーン     | デーメーテール   | 全血兄弟姉妹 | クロノス レアー                     |                                                                          |        |
| アレース         | アプロディーテー | 半血兄弟姉妹 | ゼウス                              | デイモス                                                                 |        |
| ヘーパイストス   | アプロディーテー | 半血兄弟姉妹 | ゼウス                              |                                                                          |        |
| ヘルメース       | アプロディーテー | 半血兄弟姉妹 | ゼウス                              | ヘルマプロディートス                                                     |        |
| ディオニューソス | アプロディーテー | 半血兄弟姉妹 | ゼウス                              |                                                                          |        |
| マシュヤグ       | マシュヤーナグ   | 全血兄弟姉妹 | ガヨーマルト スプンタ・アールマティ |                                                                          | [ 11 ] |
| イザナギ         | イザナミ         | 双子兄弟姉妹 | 淤母陀琉神 阿夜訶志古泥神           | 多数（国産み・神産みを参照）                                             |        |
| スサノオ         | 天照大神         | 全血兄弟姉妹 | イザナギ                            | 五男三女神                                                               |        |
| 伏羲             | 女媧             | 双子兄弟姉妹 |                                     |                                                                          |        |
| シュー           | テフヌト         | 全血兄弟姉妹 | アトゥム イウサアセト               | ゲブ、ヌト                                                               |        |
| ゲブ             | ヌト             | 全血兄弟姉妹 | シュー テフヌト                     | オシリス、イシス、セト、ネフティス                                       |        |
| オシリス         | イシス           | 全血兄弟姉妹 | ゲブ ヌト                           | ホルス                                                                   |        |
| セト             | ネフティス       | 全血兄弟姉妹 | ゲブ ヌト                           |                                                                          |        |
| ニョルズ         | ニョルズの姉妹妻 | 兄弟姉妹     |                                     | フレイ、フレイヤ                                                         |        |
| フレイ           | フレイヤ         | 双子兄弟姉妹 | ニョルズ ニョルズの姉妹妻           |                                                                          |        |
| ハルギ           | ユルサ           | 全血兄弟姉妹 |                                     |                                                                          |        |
| アーサー王       | モルゴース       | 半血兄弟姉妹 |                                     |                                                                          |        |
| インティ         | ママ・キリャ     | 兄弟姉妹     | ビラコチャ                          | マンコ・カパック、ママ・オクリョ                                         |        |
| マンコ・カパック | ママ・オクリョ   | 全血兄弟姉妹 | インティ ママ・キリャ               | シンチ・ロカ                                                             |        |

- 洪水型兄妹始祖神話

### 君主・王族
| 夫/兄弟                              | 妻/姉妹                  | 血縁         | 両親または共通の親                                | 子供                                                                                             | 出典   |
| ------------------------------------ | ------------------------ | ------------ | ------------------------------------------------- | ------------------------------------------------------------------------------------------------ | ------ |
| マウソロス                           | アルテミシア2世          | 全血兄弟姉妹 | ヘカトムノス                                      |                                                                                                  |        |
| イドリエウス                         | アダ                     | 兄弟姉妹     | ヘカトムノス                                      |                                                                                                  |        |
| ティグラネス4世                      | エラトー                 | 全血兄弟姉妹 |                                                   |                                                                                                  | [ 12 ] |
| キモン                               | エルピニケ               | 半血兄弟姉妹 | ミルティアデス                                    |                                                                                                  |        |
| アレクサンドロス2世                  | オリュンピアス2世        | 半血兄弟姉妹 | ピュロス                                          | ピュロス2世、プトレマイオス                                                                      |        |
| カンビュセス2世                      | アトッサ                 | 全血兄弟姉妹 | キュロス2世                                       |                                                                                                  | [ 13 ] |
| カワード1世                          | サムビケ                 | 兄弟姉妹     | ペーローズ1世                                     | カーウス                                                                                         |        |
| カワード2世                          | ボーラーン               | 全血兄弟姉妹 | ホスロー2世                                       |                                                                                                  |        |
| モノバゾス1世                        | ヘレナ                   | 兄弟姉妹     |                                                   | モノバゾス2世、イザテース2世                                                                     | [ 14 ] |
| アメンホテプ4世                      | 若い方の淑女             | 全血兄弟姉妹 | アメンホテプ3世 ティイ                            | ツタンカーメン                                                                                   | [ 15 ] |
| ツタンカーメン                       | アンケセナーメン         | 半血兄弟姉妹 | アメンホテプ4世                                   | 317aと317b                                                                                       |        |
| アンテフ3世                          | イアフ                   | 兄弟姉妹     | アンテフ2世                                       | メンチュヘテプ2世、ネフェルウ2世                                                                 | [ 16 ] |
| メンチュヘテプ2世                    | ネフェルウ2世            | 全血兄弟姉妹 | アンテフ3世 イアフ                                |                                                                                                  | [ 17 ] |
| センウセレト1世                      | ネフェル3世              | 全血兄弟姉妹 | アメンエムハト1世 ネフェルイタチェネン            | アメンエムハト2世                                                                                | [ 18 ] |
| クフ                                 | メリタテス1世            | 兄弟姉妹     | スネフェル                                        | カワブ、ヘテプヘレス2世、メレスアンク2世                                                         |        |
| カワブ                               | ヘテプヘレス2世          | 全血兄弟姉妹 | クフ メリタテス1世                                | メレスアンク3世                                                                                  | [ 19 ] |
| ジェドエフラー                       | ヘテプヘレス2世          | 兄弟姉妹     | クフ                                              |                                                                                                  | [ 19 ] |
| メンカウラー                         | カメレルネブティ2世      | 全血兄弟姉妹 | カフラー カメレルネブティ1世                      | クエンラー                                                                                       | [ 1 ]  |
| セケンエンラー                       | イアフヘテプ1世          | 全血兄弟姉妹 | セナクトエンラー テティシェリ                     | イアフメス1世、イアフメス＝ネフェルタリ                                                          | [ 20 ] |
| セケンエンラー                       | スィトジェフティ         | 全血兄弟姉妹 | セナクトエンラー テティシェリ                     | アハメス                                                                                         | [ 21 ] |
| イアフメス1世                        | イアフメス＝ネフェルタリ | 全血兄弟姉妹 | セケンエンラー イアフヘテプ1世                    | アメンホテプ1世、イアフメス＝メリトアメン                                                        | [ 20 ] |
| アメンホテプ1世                      | イアフメス＝メリトアメン | 全血兄弟姉妹 | イアフメス1世 イアフメス＝ネフェルタリ            |                                                                                                  | [ 20 ] |
| トトメス2世                          | ハトシェプスト           | 半血兄弟姉妹 | トトメス1世                                       | ネフェルウラー                                                                                   |        |
| メルエンプタハ                       | イシスネフェルト2世      | 全血兄弟姉妹 | ラムセス2世 イシスネフェルト1世                   | セティ2世                                                                                        |        |
| プスセンネス1世                      | ムトネジェメト           | 全血兄弟姉妹 | パネジェム1世 ドゥアトハトホル＝ヘヌトタウイ      |                                                                                                  |        |
| パネジェム2世                        | イセトエムケブD          | 全血兄弟姉妹 | メンケペルラー イセトエムケブC                    | プスセンネス2世、ヘヌトタウイ                                                                    |        |
| ピイ                                 | ペクサテル               | 全血兄弟姉妹 |                                                   |                                                                                                  | [ 22 ] |
| プトレマイオス2世                    | アルシノエ2世            | 全血兄弟姉妹 | プトレマイオス1世 ベレニケ1世                     |                                                                                                  |        |
| プトレマイオス4世                    | アルシノエ3世            | 全血兄弟姉妹 | プトレマイオス3世 ベレニケ2世                     | プトレマイオス5世                                                                                |        |
| プトレマイオス6世                    | クレオパトラ2世          | 全血兄弟姉妹 | プトレマイオス5世 クレオパトラ1世                 | クレオパトラ・テア、プトレマイオス7世、クレオパトラ3世                                           |        |
| プトレマイオス8世                    | クレオパトラ2世          | 全血兄弟姉妹 | プトレマイオス5世 クレオパトラ1世                 |                                                                                                  |        |
| プトレマイオス7世                    | クレオパトラ3世          | 全血兄弟姉妹 | プトレマイオス6世 クレオパトラ2世                 |                                                                                                  |        |
| プトレマイオス9世                    | クレオパトラ4世          | 全血兄弟姉妹 | プトレマイオス8世 クレオパトラ3世                 |                                                                                                  |        |
| プトレマイオス9世                    | クレオパトラ・セレネ1世  | 全血兄弟姉妹 | プトレマイオス8世 クレオパトラ3世                 | ベレニケ3世                                                                                      |        |
| プトレマイオス10世                   | クレオパトラ・セレネ1世  | 全血兄弟姉妹 | プトレマイオス8世 クレオパトラ3世                 |                                                                                                  |        |
| プトレマイオス13世                   | クレオパトラ7世          | 全血兄弟姉妹 | プトレマイオス12世 クレオパトラ5世                |                                                                                                  |        |
| プトレマイオス14世                   | クレオパトラ7世          | 全血兄弟姉妹 | プトレマイオス12世 クレオパトラ5世                |                                                                                                  |        |
| ミトリダテス4世                      | ラオディケ               | 全血兄弟姉妹 | ミトリダテス3世 ラオディケ                        |                                                                                                  |        |
| ミトリダテス6世                      | ラオディケ               | 全血兄弟姉妹 | ミトリダテス5世 ラオディケ6世                     | アルカティアス、ファルナケス2世                                                                  |        |
| アンティオコス                       | ラオディケ4世            | 全血兄弟姉妹 | アンティオコス3世 ラオディケ3世                   |                                                                                                  |        |
| セレウコス4世                        | ラオディケ4世            | 全血兄弟姉妹 | アンティオコス3世 ラオディケ3世                   | デメトリオス1世、ラオディケ5世                                                                   |        |
| アンティオコス4世エピファネス        | ラオディケ4世            | 全血兄弟姉妹 | アンティオコス3世 ラオディケ3世                   | アンティオコス5世、ラオディケ6世                                                                 |        |
| デメトリオス1世                      | ラオディケ5世            | 全血兄弟姉妹 | セレウコス4世 ラオディケ4世                       |                                                                                                  |        |
| アンティオコス3世                    | アイオータパ             | 全血兄弟姉妹 | ミトリダテス3世 アイオータパ                      | アンティオコス4世、ユリア・アイオータパ                                                          |        |
| アンティオコス4世                    | ユリア・アイオータパ     | 全血兄弟姉妹 | アンティオコス3世 アイオータパ                    | ガイウス・ユリウス・アルケラオス・アンティオコス・エピファネス、カリニコス、ユリア・アイオータパ | [ 23 ] |
| ダレイオス2世                        | パリュサティス           | 半血兄弟姉妹 | アルタクセルクセス1世                             | アルタクセルクセス2世、小キュロス                                                                |        |
| カリグラ                             | ユリア・リウィッラ       | 全血兄弟姉妹 | ゲルマニクス 大アグリッピナ                       |                                                                                                  | [ 24 ] |
| カリグラ                             | ユリア・ドルシッラ       | 全血兄弟姉妹 | ゲルマニクス 大アグリッピナ                       |                                                                                                  | [ 24 ] |
| カリグラ                             | 小アグリッピナ           | 全血兄弟姉妹 | ゲルマニクス 大アグリッピナ                       |                                                                                                  | [ 24 ] |
| トゥパック・インカ・ユパンキ         | ママ・オクリョ・コヤ     | 全血兄弟姉妹 | パチャクテク                                      | ワイナ・カパック、コヤ・クシリマイ                                                               | [ 25 ] |
| ワイナ・カパック                     | コヤ・クシリマイ         | 全血兄弟姉妹 | トゥパック・インカ・ユパンキ ママ・オクリョ・コヤ |                                                                                                  | [ 25 ] |
| ワイナ・カパック                     | ラウワ・オクリョ         | 全血兄弟姉妹 | トゥパック・インカ・ユパンキ                      | ワスカル                                                                                         | [ 26 ] |
| アタワルパ                           | コヤ・アサラパイ         | 兄弟姉妹     | ワイナ・カパック                                  |                                                                                                  |        |
| マンコ・インカ・ユパンキ             | クラ・オクリョ           | 全血兄弟姉妹 |                                                   |                                                                                                  |        |
| 木梨軽皇子                           | 軽大娘皇女               | 全血兄弟姉妹 | 允恭天皇 忍坂大中姫                               |                                                                                                  |        |
| 敏達天皇                             | 推古天皇                 | 半血兄弟姉妹 | 欽明天皇                                          | 竹田皇子                                                                                         |        |
| 用明天皇                             | 穴穂部間人皇女           | 半血兄弟姉妹 | 欽明天皇                                          | 聖徳太子、来目皇子、殖栗皇子、 茨田皇子                                                          |        |
| 山背大兄王                           | 舂米女王                 | 半血兄弟姉妹 | 聖徳太子                                          | 難波麻呂古王、麻呂古王、弓削王、甲可王、尾治王、佐々女王、三嶋女王                               |        |
| 押坂彦人大兄皇子                     | 糠手姫皇女               | 半血兄弟姉妹 | 敏達天皇                                          | 舒明天皇                                                                                         |        |
| 押坂彦人大兄皇子                     | 小墾田皇女               | 半血兄弟姉妹 | 敏達天皇                                          |                                                                                                  |        |
| 押坂彦人大兄皇子                     | 桜井弓張皇女             | 半血兄弟姉妹 | 敏達天皇                                          | 山代王、笠縫王                                                                                   |        |
| 桓武天皇                             | 酒人内親王               | 半血兄弟姉妹 | 光仁天皇                                          | 朝原内親王                                                                                       |        |
| 平城天皇                             | 朝原内親王               | 半血兄弟姉妹 | 桓武天皇                                          |                                                                                                  |        |
| 平城天皇                             | 大宅内親王               | 半血兄弟姉妹 | 桓武天皇                                          |                                                                                                  |        |
| 平城天皇                             | 甘南美内親王             | 半血兄弟姉妹 | 桓武天皇                                          |                                                                                                  |        |
| 嵯峨天皇                             | 高津内親王               | 半血兄弟姉妹 | 桓武天皇                                          | 業良親王                                                                                         |        |
| 淳和天皇                             | 高志内親王               | 半血兄弟姉妹 | 桓武天皇                                          | 恒世親王、氏子内親王                                                                             |        |
| 清和天皇                             | 源済子                   | 半血兄弟姉妹 | 文徳天皇                                          |                                                                                                  |        |
| 敦慶親王                             | 均子内親王               | 半血兄弟姉妹 | 宇多天皇                                          |                                                                                                  |        |
| 襄公                                 | 文姜                     | 兄弟姉妹     | 釐公                                              |                                                                                                  |        |
| 光宗                                 | 大穆王后                 | 半血兄弟姉妹 | 太祖                                              | 景宗                                                                                             |        |
| 文宗                                 | 仁平王后                 | 半血兄弟姉妹 | 顕宗                                              |                                                                                                  |        |
| ラーマ5世                            | スナンダ・クマリラタナ   | 半血兄弟姉妹 | ラーマ4世                                         | カーナボーン・ベジャラタナ                                                                       |        |
| ラーマ5世                            | サワーン・ワッタナー     | 半血兄弟姉妹 | ラーマ4世                                         | マヒタラーティベートアドゥンラヤデートウィクロム                                                 |        |
| ラーマ5世                            | サオワパー・ポーンシー   | 半血兄弟姉妹 | ラーマ4世                                         | ラーマ6世、ラーマ7世                                                                             |        |
| ラーマ5世                            | スクマーン・マーラシー   | 半血兄弟姉妹 |                                                   |                                                                                                  |        |
| ラーマ5世                            | ダクシナジャー           | 半血兄弟姉妹 |                                                   |                                                                                                  |        |
| ラーマ5世                            | タクシンチャ             | 半血兄弟姉妹 |                                                   |                                                                                                  |        |
| ピリカアイエア                       | ヒナ＝アウ＝ケケレ       | 全血兄弟姉妹 |                                                   |                                                                                                  |        |
| クコホウ                             | ヒネウキ                 | 半血兄弟姉妹 |                                                   | カニウフ                                                                                         |        |
| ケアウェッイーケカヒアリッイオカモク | カラニカウレレイアイウィ | 半血兄弟姉妹 | ケアケアラニワヒネ                                |                                                                                                  |        |
| カメハメハ2世                        | カマーマル               | 半血兄弟姉妹 |                                                   |                                                                                                  |        |
| カメハメハ2世                        | キナウ                   | 半血兄弟姉妹 |                                                   |                                                                                                  |        |
| カメハメハ3世                        | ナヒエナエナ             | 全血兄弟姉妹 | カメハメハ1世 ケオプオラニ                        |                                                                                                  |        |

### 貴族
| 夫/兄弟                      | 妻/姉妹                  | 血縁         | 両親または共通の親                       | 子供                         | 出典 |
| ---------------------------- | ------------------------ | ------------ | ---------------------------------------- | ---------------------------- | ---- |
| アルマニャック伯ジャン5世    | イザベル・ダルマニャック | 全血兄弟姉妹 |                                          |                              |      |
| ジョージ・ゴードン・バイロン | オーガスタ・リー         | 半血兄弟姉妹 |                                          |                              |      |
| ラヴァレ家のジュリアン       | マルグリット             | 全血兄弟姉妹 |                                          |                              |      |
| チェーザレ・ボルジア         | ルクレツィア・ボルジア   | 全血兄弟姉妹 | アレクサンデル6世 ヴァノッツァ・カタネイ |                              |      |
| 藤原不比等                   | 五百重娘                 | 半血兄弟姉妹 | 藤原鎌足                                 | 藤原麻呂                     |      |
| 大伴宿奈麻呂                 | 大伴坂上郎女             | 半血兄弟姉妹 | 大伴安麻呂                               | 大伴坂上大嬢、大伴坂上二嬢、 |      |
| 橘諸兄                       | 藤原多比能               | 半血兄弟姉妹 | 県犬養三千代                             | 橘奈良麻呂                   |      |